# Jestřebí, Náchod
Jestřebí là một làng thuộc huyện Náchod, vùng Královéhradecký, Cộng hòa Séc.